# Komořanský potok
Komořanský potok je menší vodní tok v Pražské plošině a malou částí v oblasti říční terasy Vltavy také v Hořovické pahorkatině, pravostranný přítok Vltavy protékající Komořany, částí hlavního města Prahy. Délka toku měří 1,76 km.

## Průběh toku
Potok pramení v zalesněném údolí přírodního parku Modřanská rokle-Cholupice pod vzletovou a přistávací dráhou letiště Točná severně od Komořanského tunelu Pražského okruhu jihovýchodně od  zástavby Komořan v nadmořské výšce 274 metrů. Komořanský potok přibližně tvoří západovýchodní osu Komořan. Po křížení s Komořanskou ulicí, která naopak tvoří severojižní osu Komořan, je potok veden v podzemí. Za železniční tratí č. 210 Praha – Vrané nad Vltavou blízko železniční zastávky vytéká potok opět na povrch. Těsně za hranicí přírodní památky Komořanské a modřanské tůně, kterou potok protéká, se v nadmořské výšce 190 metrů Komořanský potok zprava vlévá do Vltavy, a to naproti Lahovicům 220 metrů jižně od soutoku Vltavy s Berounkou.

## Galerie
- most ulice U Skladu za drahou
- před ústím po proudu
- před ústím proti proudu
- před ústím